# 断路器

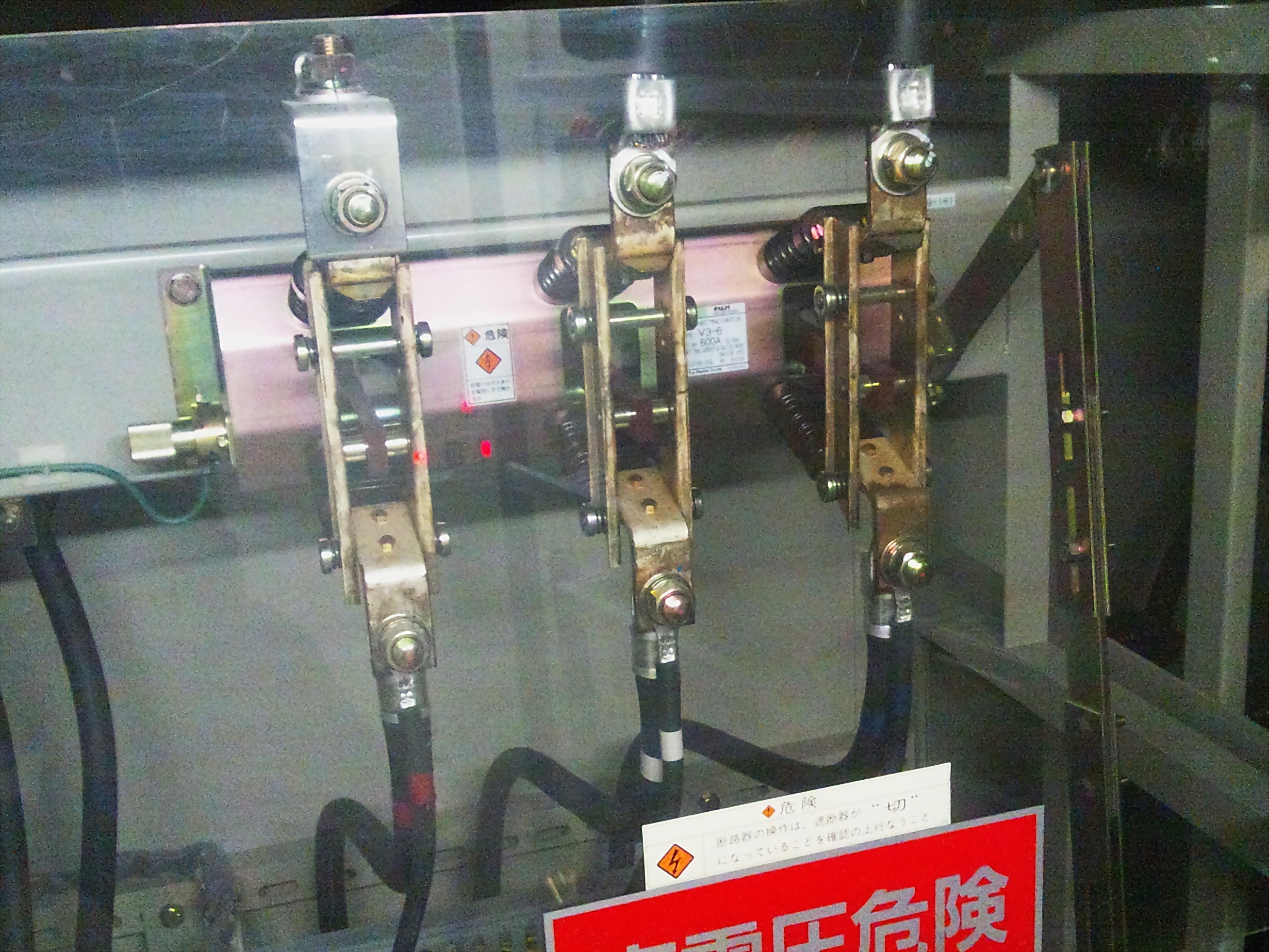
6600V変電設備の断路器（閉路位置）
開閉は右側のアームに繋がったテコに絶縁棒を差込んで行う。構造はシンプルなナイフスイッチと何ら変わりない。遮断器を引外さないまま操作すれば事故に繋がる。

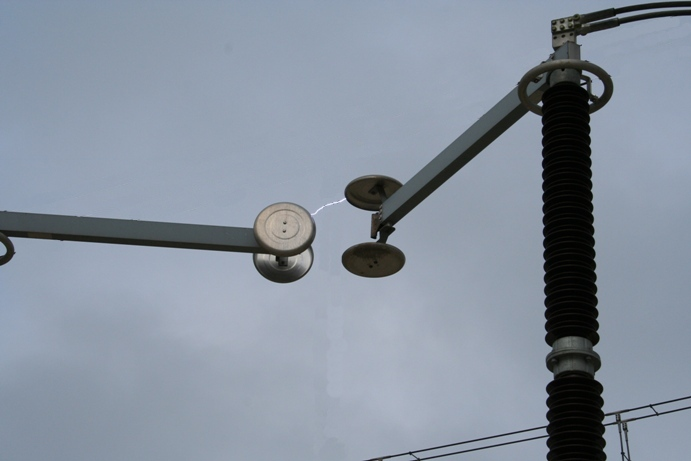
400kV断路器の開閉操作中にアークが発生している様子。無電流であっても片側は周囲の活線から影響を受けて数千ボルトに帯電しているため、一瞬アークが生じる。

断路器（だんろき）は、電力回路の無負荷時の電圧を開閉する電力機器である。基本的に電流の開閉はできない。一部の断路器には、変圧器の励磁電流や回路の充電電流程度の電流であれば、開閉可能なものがある。一般的に開閉器の二次側直近に設置され、これの点検・整備、あるいは修理・改造工事などの際に、下流側を無電圧にする目的で使用する。通称はDS（Disconnecting Switch）もしくはジスコン、ディスコン(Disconnector)といわれる。

## 事故防止
断路器での電流の開閉は重大電気事故となるため、以下の手順で保安操作を行う。
- 遮断器・開閉器を開き無電流にしてから、断路器および断路機能しかない接点を開く。
- 断路器および断路機能しかない接点を全て閉じてから、遮断器・開閉器を閉じる。
- 電流が流れている状態の断路器を開放するとアーク放電が生じ、アークが異相の極間の放電に移行して起こる相間短絡事故や、作業者がアークに感電してしまう等の死傷事故につながる。

このような事故を防止するため、電気学会が定めるJEC規格において、断路器と遮断器にはインターロック回路を設け、遮断器を入れたまま断路器を切ることができないようにすることが定められている。
特別高圧回線では切り離した回線であっても隣接する活線から電磁誘導や静電誘導を受けているため、数千ボルトに充電されていることがあり、作業者がこれに触れて死亡したケースがある。そのため、停電作業時には遮断器・断路器を切って検電を行った後、アース棒等の接地用具で接地を確実に行う必要がある。

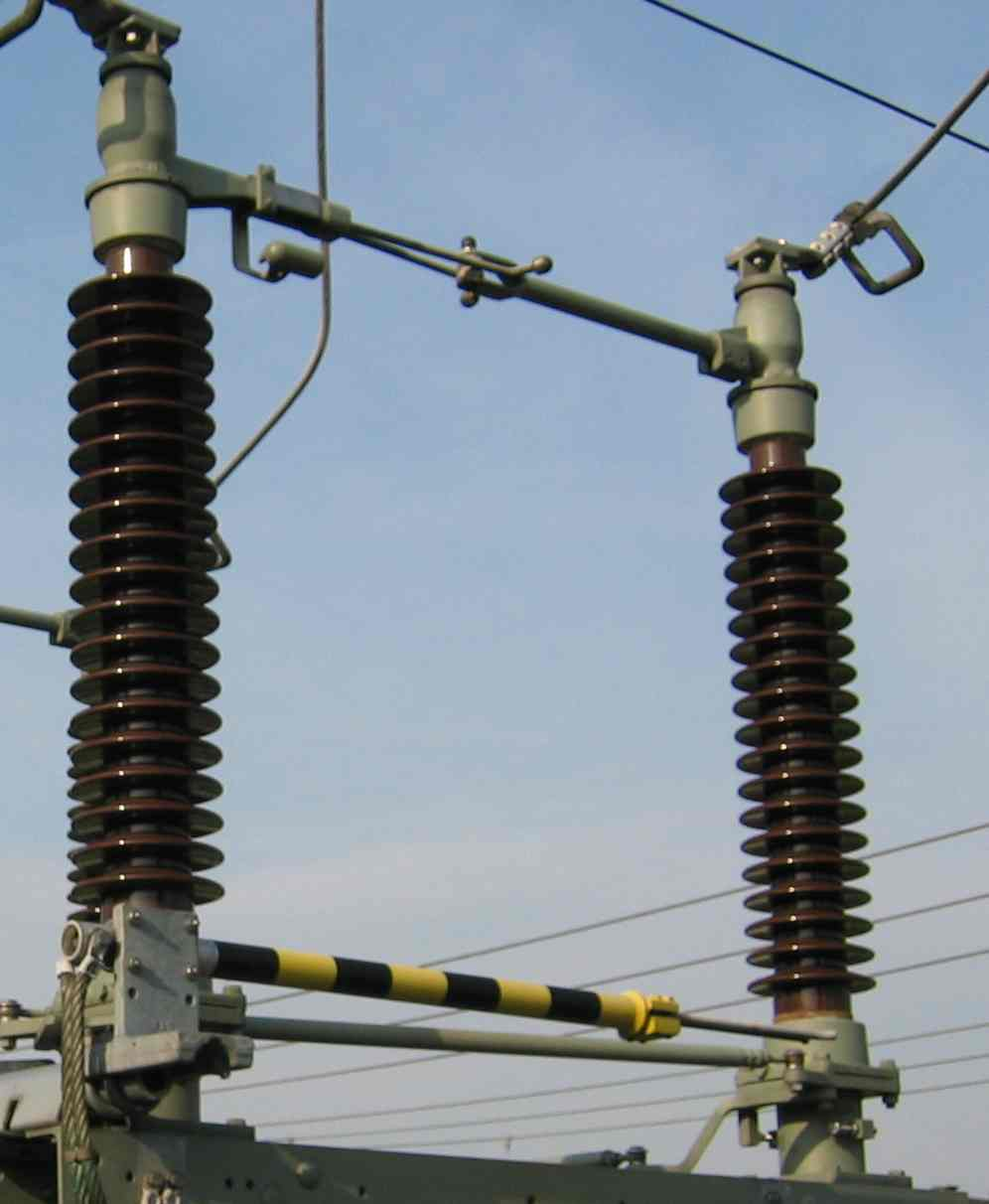
水平一点切断路器
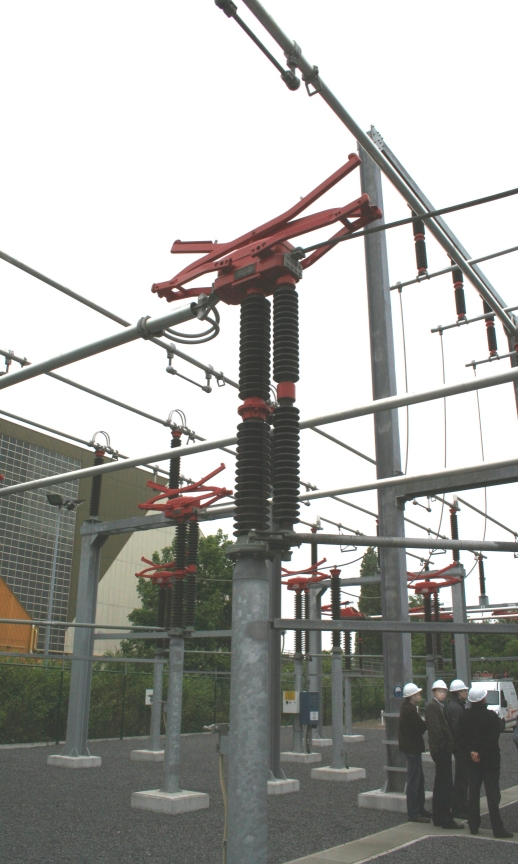
パンタグラフ形断路器